# Rzeź niewiniątek (obraz Pietera Bruegla starszego)
Rzeź niewiniątek (niderl. De kindermoord in Bethlehem) – obraz olejny namalowany przez Pietera Bruegla Starszego.

## Tło historyczne
Bruegel namalował dwa obrazy o politycznym wydźwięku odnoszące się do rządów hiszpańskich reprezentowanych przez jedną osobę (księcia zwanego Czarnym Albą ze względu na jego ubiór, jak i cechy charakteru). W rzeczywistości był to książę Alby Ferdynand Álvarez de Toledo, wysłannik króla Hiszpanii, którego celem przybycia do Niderlandów było zaprowadzenie ładu w podzielonych przez reformację Niderlandach. Oba obrazy powstały w latach 1566–1567 i ich tytuły dotykają wątków biblijnych. Są to omawiany Rzeź niewiniątek i Nawrócenie Szawła.

## Opis obrazu
Obraz przedstawia scenę mordowania dzieci w Betlejem. Rzeź została dokonana na rozkaz Heroda, namiestnika Rzymu, który obawiał się przyjścia na świat nowo narodzonego króla żydowskiego. Wydarzenia biblijne zostały osadzone w czasach współczesnych malarza, w ośnieżonej wiosce niderlandzkiej. Widz może zaobserwować żołnierzy wkraczających do domów z których wyciągają dzieci, zrozpaczone matki ubolewające nad losem i nad ciałami swoich zabitych latorośli. Bruegel scenie gwałtu i mordu przeciwstawił zimową ciszę. Wydarzeniom przygląda się w głębi grupa jeźdźców w szarych zbrojach z lancami trzymanymi całkowicie w pionie. Na ich czele stoi ubrany na czarno oficer z długą białą brodą. Podobną brodę miał znienawidzony Alba. Nieco po prawej stoi jeździec z dwugłowym orłem Habsburgów na piersi, a wokół niego wieśniacy proszą o łaskę dla wioski. Żołnierz odnosi się do króla Filipa, który pochodził z rodu Habsburgów, a jego siostra Małgorzata Parmeńska była dawną regentką Niderlandów. Jej rządy przerwał książę Alby. Ukazanie Alby w postaci dowódcy z białą brodą i Małgorzaty w postaci rycerza miało pokazać różnicę pomiędzy bezwzględnym dowódcą a habsburskiego regenta.

## Odniesienie w kulturze
Obraz stał się inspiracją dla utworu Jacka Kaczmarskiego „Rzeź niewiniątek” z cyklu „Raj”.